# Eishockey-Landesliga Bayern 2009/10
Die Eishockey-Landesliga Bayern 2009/10 wurde unter dem Dach des Bayerischen Eissportverbandes (BEV) organisiert und ist nach der DEL, 2. Bundesliga, Oberliga und Bayernliga eine der fünfthöchsten Spielklassen im deutschen Eishockey.

## Saisonverlauf
Die Eishockey-Landesliga 2009/10 war die 62. Ausspielung dieser Liga. Meister und Aufsteiger wurde der EV Weiden. Auch der Vizemeister Wanderers Germering und der Drittplatzierte EV Lindau konnten sich für die Bayernliga qualifizieren. Fünf Mannschaften mussten den Gang in die Bezirksliga antreten.

### Modus
In der Saison 2009/10 wurde in vier Gruppen jeweils eine Einfachrunde gespielt. Die ersten vier Mannschaften jeder Gruppe qualifizieren sich für die Meisterrunde, die wiederum in zwei bayernweiten Gruppen ausgespielt wurde. Die beiden Gruppensieger stiegen in die Bayernliga auf und spielten den Landesligameister aus, die Gruppenzweiten spielten einen möglichen drittplatzierten Nachrücker aus. Für die Abstiegsrunden spielten die restlichen Mannschaften der Gruppen Nord mit denen der Gruppe Ost und die Mannschaften der Gruppen Süd und West eine Einfachrunde, wobei jeweils die schlechtesten Vereine aus jeder Vorrundengruppe absteigen. Die Teilnehmer nahmen die Punkte und Tore aus den direkten Vergleichen in der Vorrunde mit.

## Teilnehmer
Nicht mehr dabei waren die Auf- und Absteiger der Vorsaison. Neu hinzukamen die Absteiger aus der Bayernliga und die Aufsteiger aus der Bezirksliga.

### Platzierungen Vorrunde
| Gruppe Nord | Gruppe Ost | Gruppe Süd | Gruppe West |
| --- | --- | --- | --- |
|  1. EV Weiden - 2. ESC Hassfurt - 3. EHC 80 Nürnberg (A) - 4. EV Pegnitz - 5. ERC Ingolstadt (N) - 6. VER Selb 1b (N) - 7. ERSC Amberg - 8. EC 2000 Amberg |  1. SVG Burgkirchen - 2. ESC Vilshofen - 3. ESV Waldkirchen (N) - 4. SE Freising - 5. EV Moosburg - 6. ESV Gebensbach - 7. EHC Straubing - 8. Münchner EK |  1. Wanderers Germering (A) - 2. ESC Geretsried - 3. ESC Holzkirchen - 4. EHC Bad Aibling - 5. TSV Trostberg - 6. TSV Schliersee (N) - 7. EC Bad Tölz 1b - 8. ERSC Ottobrunn |  1. ESV Königsbrunn (A) - 2. EV Lindau - 3. EA Schongau - 4. ESV Burgau 2000 - 5. ESC Kempten - 6. EV Fürstenfeldbruck (A) - 7. 1. EC Senden (N) - 8. SC Forst - 9. ERC Lechbruck |

 Gruppensieger (A) = Absteiger aus der Bayernliga, (N) = Neu in der Liga
 Meisterrundenteilnehmer fett gedruckt, Abstiegsrundeneilnehmer sind die Plätze 5 bis 8 bzw. 9 jeder Gruppe

### Platzierungen Abstiegsrunde
Endplatzierung
| Gruppe Nord                                                              | Gruppe Ost                                                              | Gruppe Süd                                                                    | Gruppe West                                                                                 |
| ------------------------------------------------------------------------ | ----------------------------------------------------------------------- | ----------------------------------------------------------------------------- | ------------------------------------------------------------------------------------------- |
| - 1. VER Selb 1b - 2. ERC Ingolstadt - 3. ERSC Amberg  4. EC 2000 Amberg | - 1. EV Moosburg - 2. ESV Gebensbach - 3. Münchner EK  4. EHC Straubing | - 1. TSV Schliersee - 2. TSV Trostberg - 3. EC Bad Tölz 1b  4. ERSC Ottobrunn | - 1. ESC Kempten - 2. EV Fürstenfeldbruck - 3. 1. EC Senden - 4. SC Forst  5. ERC Lechbruck |

 Absteiger in die Bezirksliga 2010/11

### Platzierungen Meisterrunde
| Gruppe A | Gruppe B |
| --- | --- |
|  1. Wanderers Germering  2. ESV Königsbrunn - 3. EHC 80 Nürnberg - 4. ESC Hassfurt - 5. ESC Vilshofen - 6. ESV Waldkirchen - 7. ESV Burgau 2000 - 8. EHC Bad Aibling |  1. EV Weiden  2. EV Lindau - 3. EA Schongau - 4. ESC Holzkirchen - 5. EV Pegnitz - 6. SE Freising - 7. ESC Geretsried - 8. SVG Burgkirchen (R) |

Playoffteilnehmer fett gedruckt (R) = Rückzug
  Bayerischer Meister und Aufsteiger
 Bayerischer Vizemeister und Aufsteiger
  Aufsteiger

### Meister-Playoffs 2008/09
Die Finalspiele wurden im Modus „Best-of-Two“ ausgetragen.
| Spiel um Platz 3            | Serie | Spiel 1 | Spiel 2 |
| --------------------------- | ----- | ------- | ------- |
| ESV Königsbrunn – EV Lindau | 10:13 | 6:5     | 4:8     |

| Finale                             | Serie | Spiel 1 | Spiel 2 |
| ---------------------------------- | ----- | ------- | ------- |
| Wanderers Germering – 1. EV Weiden | 7:12  | 5:4     | 2:8     |

- Meister mit Aufstiegsrecht 1. EV Weiden
- Vizemeister mit Aufstiegsrecht Wanderers Germering
- Platz 3 mit Aufstiegsrecht EV Lindau
- Platz 4 mit Aufstiegsrecht ESV Königsbrunn